# Psyllium

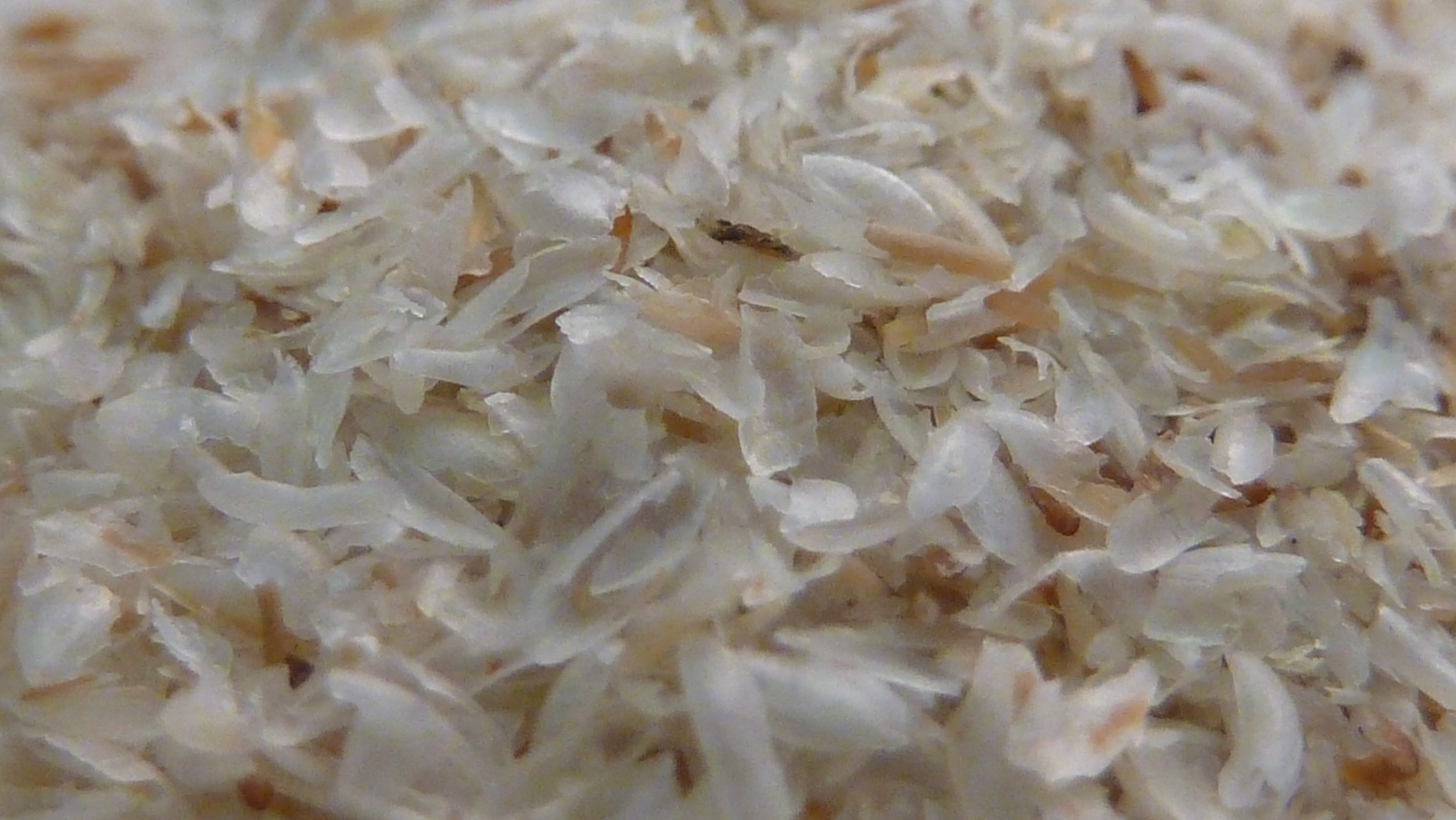
Psyllium (zaadhuiden)

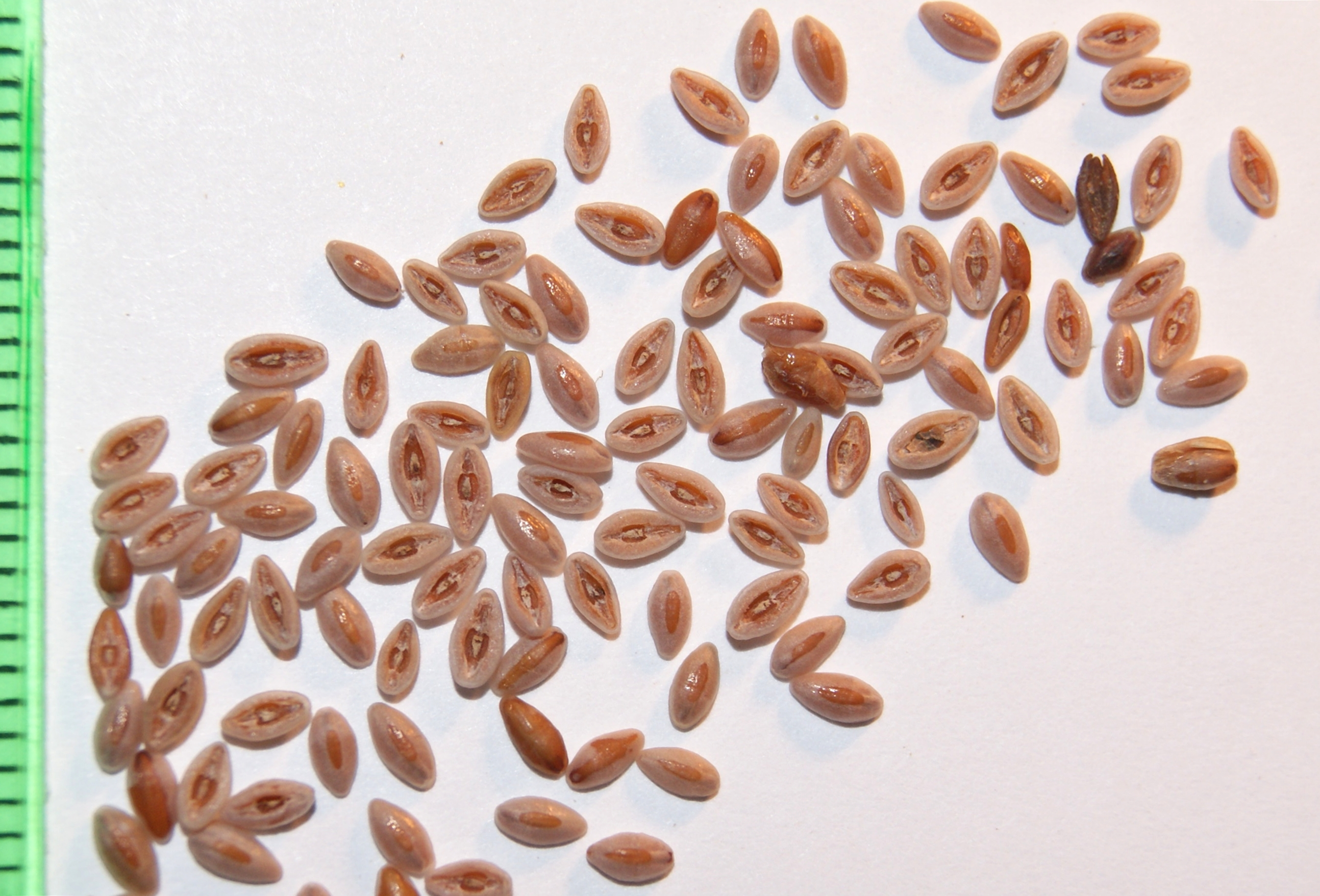
Zaden van Plantago ovata

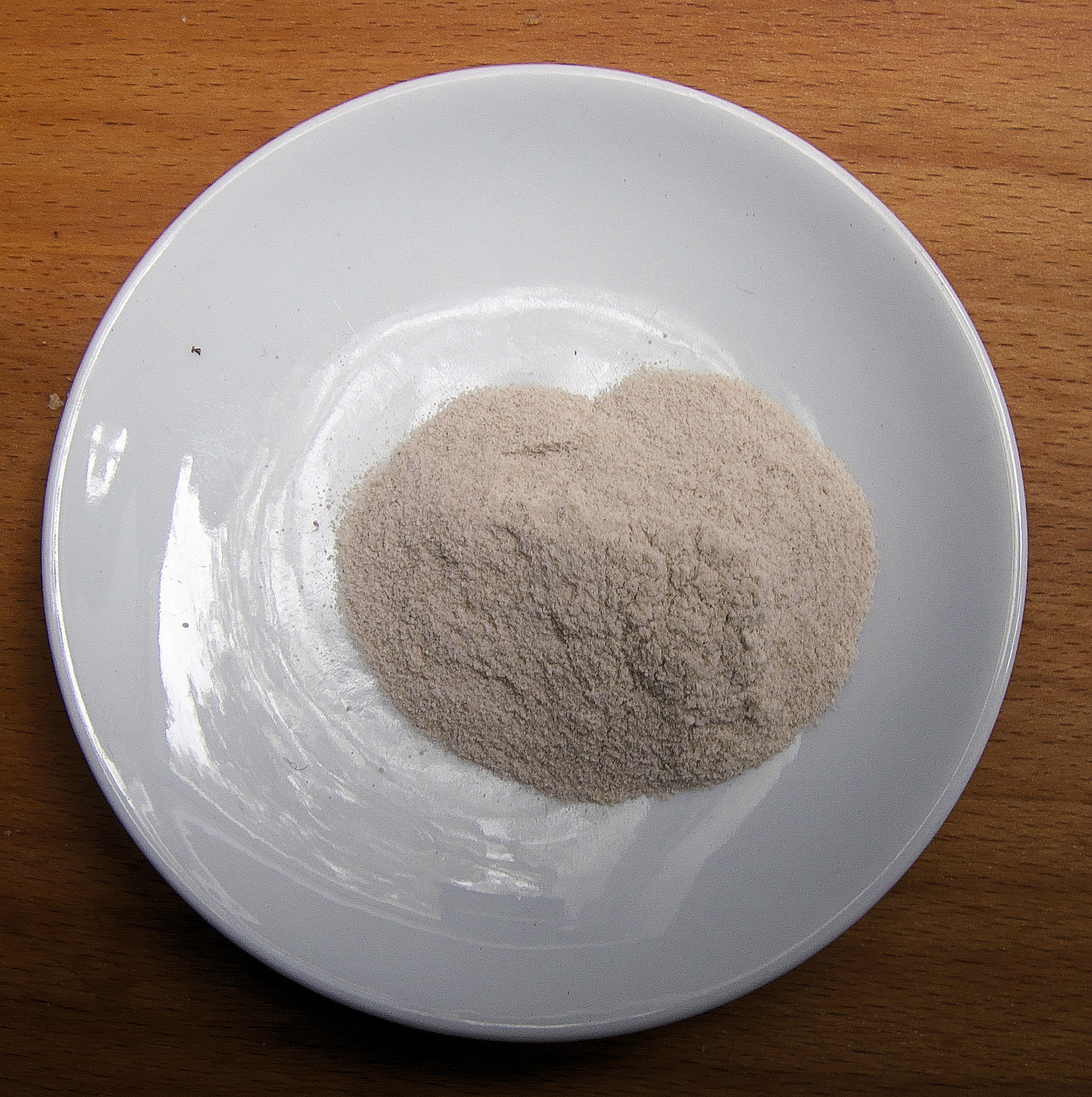
Metamucil

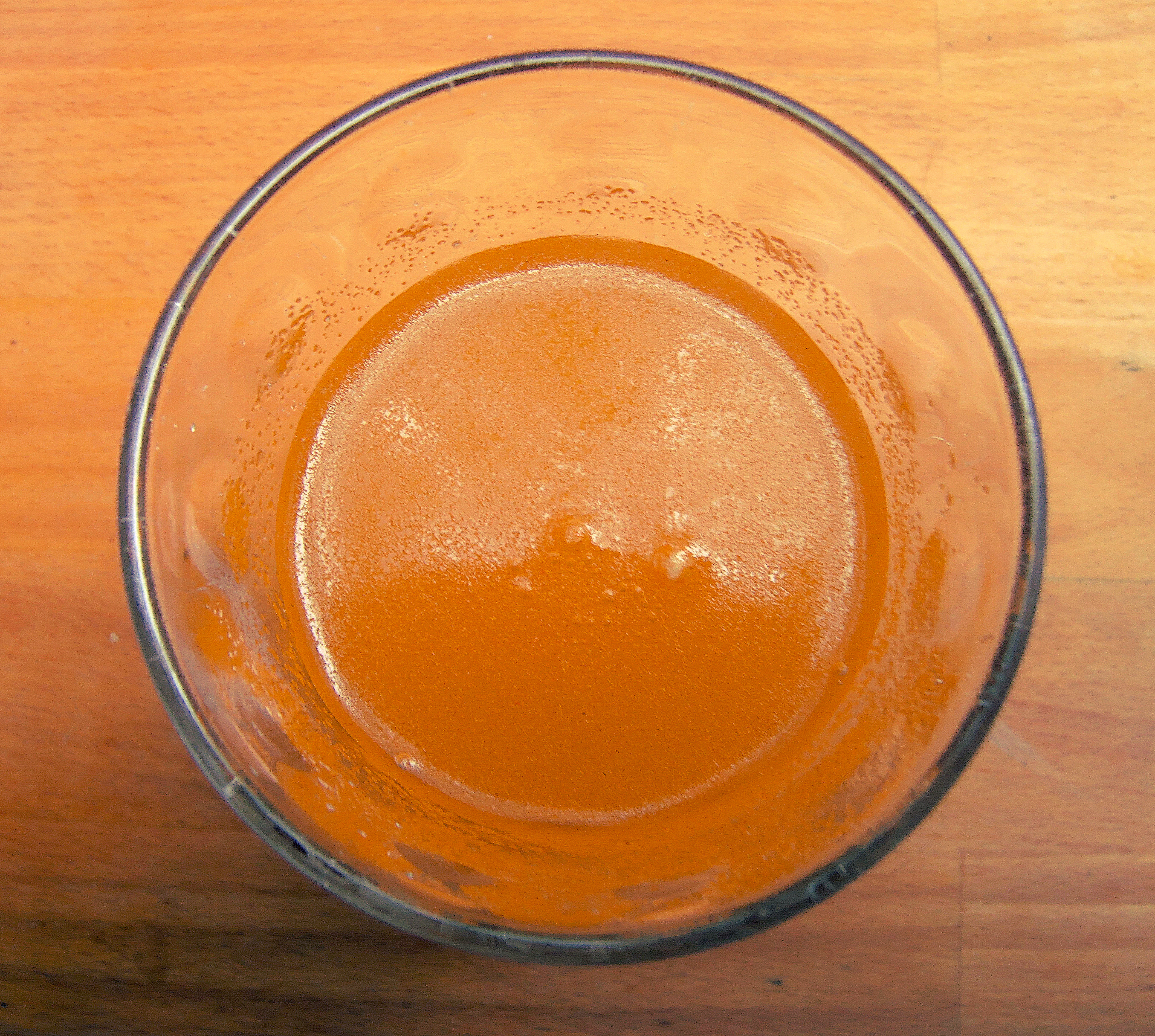
Metamucil sinaasappelsmaak drank

Psyllium of psylliumvezels (Psyllii testa) is een laxeermiddel dat bestaat uit de zaadhuiden van de plantsoorten Plantago ovata (Indische psyllum, synoniemen Plantago indica en Plantago psyllium, van het weegbreegeslacht). Het product is te vergelijken met zemelen en wordt gebruikt bij constipatie of diarree als een patiënt niet in staat is om op een andere manier voldoende vezels aan het dieet toe te voegen. Psyllium is een zelfzorgmiddel dat zonder voorschrift of recept in de handel verkrijgbaar is. De bewerkte vezels worden ook aan honden, katten en paarden gegeven.

## Stoffen
Het middel bevat onder andere cellulose. Bij toepassingen als poeder of granulaat wordt vaak een zoetstof of suiker toegevoegd.

## Productie
Het duizendkorrelgewicht van de zaden is ongeveer 2 gram. Het bevat 10 - 12% aan in de zaadhuid voorkomende slijmstoffen en vezels. De grootste productie van psyllium vindt plaats in India en Pakistan.

## Verkrijgbare vormen
De zaadhuiden worden vers in hun geheel, gedroogd, gehakt of gemalen tot poeder verhandeld. Ook worden ze in  capsule op de markt gebracht. Veel vrij beschikbare laxeermiddelen of voedingsvezelsupplementen zoals Metamucil, Colon Cleanse, Serutan, Fybogel, Bonvit, Effersyllium en Konsyl bestaan voor het grootste gedeelte uit psylliumvezels.

## Bewezen toepassingen
Psyllium wordt als plantaardige bulkvormer ter bevordering van de stoelgang gebruikt. Het kan zowel bij constipatie als diarree genomen worden. Gebruik bij het prikkelbaredarmsyndroom en aambeien is geen bezwaar.
Als bij het innemen van psyllium veel water wordt gedronken wordt de ontlasting zachter. Als er geen water wordt ingenomen maken de vezels de ontlasting juist steviger, doordat de vezels het vocht in de darm opnemen.
De in de zaadhuid voorkomende voedingsvezels - de vlosine-slijmpolysacharide – kan meer dan het vijftigvoudige van het eigen gewicht aan water binden. Het zwelgetal is groter dan 40. Gebruik van het middel leidt tot een volumetoename in de darm. Door de toenemende druk op de darmwand wordt de peristaltiek geprikkeld en uiteindelijk de ontlasting op gang gebracht, waarbij het middel ook als smeermiddel behulpzaam is. Het eindeffect is dat de motiliteit van de darm gereguleerd wordt en de verblijftijd van het opgenomen water in de darm langer wordt, wat ook de werkzaamheid bij diarree verklaart.

## Werkzaamheid en veiligheid
In 2006 publiceerde het Europees Geneesmiddelenbureau de 'EU Herbal Monograph' waarin de werkzaamheid en veiligheid van psyllium voor mensen werd bevestigd. Een meta-analyse van klinisch onderzoek gedurende 1966 tot 2003 van psyllium in vergelijking met de traditionele therapieën voor chronische obstipatie, zag enig bewijs (moderate evidence) voor de geclaimde werking van psylliumvezel. Ook het Nederlandse College ter Beoordeling van Geneesmiddelen heeft psyllium beoordeeld.
Het wordt ontraden om psylliumvezels vlak voor het slapen gaan in te nemen, omdat er dan meer kans bestaat op darmobstructie. Intestinale obstructie en fecale impactie kan vooral optreden indien het middel wordt ingenomen met onvoldoende vocht.
Gemelde bijwerken zijn: buikpijn, dyspepsie, misselijkheid, braken, diarree, winderigheid. Allergische reacties zoals huiduitslag, netelroos, jeuk, rinitis, bronchospasme, dyspneu en bindvliesontsteking kunnen ook optreden. In zeldzame gevallen kan een anafylactische reactie optreden.

## Onbewezen toepassingen
Psylliumvezel zou ook de groei van darmvriendelijke darmbacteriën bevorderen. Door de bacteriën in de dikke darm worden de oplosbare voedingsvezels omgezet in vetzuren met korte ketens. Deze vetzuren zouden de cholesterol-synthese in de lever remmen en zo de cholesterolspiegel in het bloed verlagen. Daarnaast zouden de oplosbare voedingsvezels het fecale galzuur binden, waardoor het tot een verhoogde uitscheiding van cholesterol komt. Psylliumvezel zou mogelijk ontstekingen in het maag-darmkanaal tegengaan. Psylliumvezels worden ook in diëten gebruikt voor het op gewicht blijven en de behandeling van obesitas. Bovenstaande toepassingen  zijn nog onvoldoende bewezen en daarom wordt psylliumvezel hier alleen in de alternatieve geneeswijze voorgeschreven.
Ook de gedroogde zaden (Psyllii semen, vlozaad) van Plantago afra worden gebruikt ter verbetering van de stoelgang en hebben een vergelijkbare werking als lijnzaad.